# ケヌズ語
ケヌズ語（ケヌズご、Kenuz）またはクヌーズ・ヌビア語（クヌーズ・ヌビアご、英: Kunuz Nubian）、ヌビア語ケヌズ方言（ヌビアごケヌズほうげん）、メトキ語（メトキご、Mattokki）とはエジプト南部のコム・オンボ近郊などで話されているヌビア諸語の一つである。

## 分類
Lewis et al. (2015) ではヌビア諸語はナイル・サハラ語族東スーダン語派の下に位置付けられ、ケヌズ語はドンゴラウィ語（別名: Andaandi、Dongola、Dongolese）とは異なる言語であるとされている。一方Hammarström et al. (2016) ではヌビア諸語は語族扱いとされている上、ケヌズ語とドンゴラウィ語は一つの言語とされている。

## 音韻論

### 子音
| ケヌズ語の子音一覧 | ケヌズ語の子音一覧 | ケヌズ語の子音一覧 | ケヌズ語の子音一覧 | ケヌズ語の子音一覧 | ケヌズ語の子音一覧 | ケヌズ語の子音一覧 |
|                    |                    | 両唇音             | 歯茎音             | 硬口蓋音           | 軟口蓋音           | 声門音             |
| ------------------ | ------------------ | ------------------ | ------------------ | ------------------ | ------------------ | ------------------ |
| 閉鎖音             | 無声               |                    | /t/                | ([c])              | /k/                |                    |
| 閉鎖音             | 有声               | /b/                | /d/                | j                  | /ɡ/                |                    |
| 鼻音               | 鼻音               | /m/                | /n/                | /ɲ/                |                    |                    |
| 摩擦音             | 摩擦音             | f                  | /s/                | š                  |                    | /h/                |
| 流音               | 流音               |                    | l/r                |                    |                    |                    |
| 半母音             | 半母音             | w                  |                    | y                  |                    |                    |

pは後に無声閉鎖音か無声摩擦音が続く場合のみbの異音として現れる。また位置によってはjの異音として[cc]、nの異音としてŋ、sの異音としてzが現れる場合がある。

### 母音
母音は五種類だが、以下の通り長短の区別が存在する。
|    | 前舌 | 前舌 | 中舌 | 中舌 | 後舌 | 後舌 |
| 短 | 長   | 短   | 長   | 短   | 長   |      |
| -- | ---- | ---- | ---- | ---- | ---- | ---- |
| 高 | i    | iː   |      |      | u    | uː   |
| 中 | e    | eː   |      |      | o    | oː   |
| 低 |      |      | a    | aː   |      |      |

### 強勢
強勢は基本的に最後から二番目の音節に置かれるが、長母音のある節には必ず強勢が置かれ、また語末に強勢のある二音節語が存在するといった例外も見られる。

## 文法

### 数
単数と複数の区別が存在する。複数形を表す二種類の接尾辞のうち-iは語根が子音終わりの場合に、-cciは語根が母音終わりの際に用いられる。
例:
- id 〈男〉 : idi 〈男たち〉[11]
- wel 〈犬〉 : weli 〈犬たち〉[11]

### 格
名詞や名詞句および代名詞には主格、対格、属格の三種類の格変化が存在する。

#### 主格および対格
接辞などの形態素が一切つかない状態で主格である事を表す。
対格を表す接尾辞は大別すると-kiか-giの二種類に分けられる。語根が/l/, /m/, /n/, /w/, /y/の場合には-gi、母音で終わる場合には長母音化の後に-gが接続される。それ以外の場合は-kiの型が用いられるが、子音の種類によっては-tiや-ciという異形をとる。
例:
- id 〈男は〉 : itti {id-ki} 〈男を〉[4]
- idi 〈男たちは〉 : idi:g 〈男たちを〉[14]
- wel 〈犬が〉 : welgi 〈犬を〉[13]

#### 属格
属格を表す接尾辞は-naもしくは-nである。語順は「所有者-非修飾名詞」となる。
例:
- id 〈男は〉 : idna ka 〈男の家〉[15]

-nは前後のいずれかが母音である場合に用いられる。また後に続く子音が/m/、/f/、/s/、/š/、/h/のいずれかである場合、-nはその子音に同化する。

### 代名詞
独立代名詞の主格形は以下の表の通りであり、これらも名詞同様に格変化し得る。
|        | 単数 | 複数 |
| ------ | ---- | ---- |
| 一人称 | ay   | ar   |
| 二人称 | er   | ir   |
| 三人称 | ter  | tir  |

指示代名詞は名詞類の前に置かれる。
例:
- in id 〈この男〉； man id 〈あの男〉[20]

### 形容詞
形容詞は名詞類の後ろに続く。
例:
- id adel 〈良い男〉[22]

### 動詞
動詞は語根に接辞をつけることにより形成される。動詞には接頭辞がつくパターン、複合語となるパターン、接尾辞がつくパターンの三種類が存在するが、接頭辞がつくパターンは他二つと比べると種類は少なめである。接頭辞には進行を表すa-や未来時制を表すbi-が存在する。
また、受益者格を表す接辞も存在する。-de:n-と-tir-の二種類のうち前者は話し手が利益の受け手となった場合に、後者は話者以外の他人が利益の受け手となる場合に用いられる。
例:
- alle-de:n-s-u - 「私のために（～を）直してくれた」

（グロス: 直す-受益者-過去-三人称単数）
- alle-tir-s-i - 「他人のために（～を）直してあげた」

（グロス: 直す-受益者-過去-一人称単数）
なお-de:n-のnは後続する子音が/s/、/m/である場合に、-tir-のtは直前の子音が/s/、/š/、/c/である場合にそれぞれ同じ音へと同化する。

### 語順
文の語順はSOV型である。
例:
- id ay-gi ba:b-ki alle-de:n-s-u. - 「男は私のために扉を修理してくれた。」[28]